# 스벤 울라이히
스벤 울라이히(독일어: Sven Ulreich, 1988년 8월 3일, 숀도르프 ~)는 독일의 축구 선수로, 현재 분데스리가의 바이에른 뮌헨에서 골키퍼로 활약하고 있다.

## 경력
그는 레지오날리가 2007-08 시즌 VfB 슈투트가르트 II의 주전 골키퍼로 활약하였으며, 무실점을 2경기 기록하였다. 그는 이전 시즌 10경기에 출장하여, 2장의 옐로우카드를 받았다.
2008년 1월, 그는 VfB 슈투트가르트 1군으로 승격되었다. 그러나, 그는 한달 동안 다시 리저브 팀에서밖에 뛸 수 없었다. 그는 2008년 2월 9일, 1-3으로 패한 헤르타 BSC 베를린전에서 데뷔전을 치렀다. 이후, 2008년 2월 16일, MSV 뒤스부르크전에서 첫승을 획득하였다.
2010년 4월 6일, 울라이히는 2013년 여름까지 연장계약을 하였다.
2015년 6월 16일, 울라이히는 FC 바이에른 뮌헨으로 이적하였다